# Listă de scriitori englezi

## A
- Douglas Adams, (1952-2001), romancier, scrieri comice
- Cyril Alington, (1872-1955), romancier, scrieri polițiste și non-ficțiune
- Kingsley Amis, (1922-1995), poet și romancier
- Martin Amis, (născut în 1949), romancier
- Matthew Arnold, (1822-1888), poet
- David Attenborough, (născut 1926), naturalist și crainic
- W. H. Auden, (1907-1973), poet
- Jane Austen, (1775-1817), romancier
- Alan Ayckbourn, (născut 1939), dramaturg

## B
- Francis Bacon, (1561-1626), eseist
- Lynne Reid Banks, (n. 1929), scriitoare
- Julian Barnes, (născut 1946), romancier
- Leslie Barringer, (1895-1968), editor, romancier, scrieri fantezie și istorice
- Max Beerbohm, (1872-1956), eseist, scriitor de parodii și caricaturist
- Aphra Behn, scriitor
- Hilaire Belloc, (1870-1953), scriitor și poet
- Alan Bennett, (născut în 1934), dramaturg
- Arnold Bennett, (1867-1931), romancier
- E. F. Benson, (1867-1940), romancier și scriitor de povestiri. Autorul seriei Mapp și Lucia
- John Betjeman, (1906-1984), Poet Laureate
- Robert Black, (1829-1915), scriitor de ficțiune, traducător și jurnalist
- William Blake, (1757-1827), artist și poet
- Enid Blyton, (1897-1968), autor, scrieri pentru copii
- Robert Bolt, (1924-1995), dramaturg și scenarist. A scris A Man For All Seasons
- Ernle Bradford, (1922-1986), istoric și scriitor
- Anne Brontë, (1820-1849), romancieră
- Charlotte Brontë, (1816-1855), romancieră
- Emily Brontë, (1818-1848), romancieră și poetă
- Rupert Brooke, (1887-1915), poet
- Elizabeth Barrett Browning, (1806-1861), poetă
- Pete Brown, (născut 1968), editorialist, scrieri despre bere
- Robert Browning, (1812-1889), poet
- Anthony Buckeridge, (1912-2004) autor, scrieri pentru copii
- John Bunyan, (1628-1688), autor
- Anthony Burgess, (1917-1993), romancier
- Fanny Burney, (1752-1840), scriitoare
- Samuel Butler (1612-1680), poet și satirist
- Samuel Butler (1835-1902), scriitor și satirist
- Lord Byron (1877-1824), poet

## C
- Sir Hall Caine, (1853-1931), romancier romantic și dramaturg
- Lewis Carroll, (pseudonimul lui Charles Lutwidge Dodgson), (1832-1898), autor al Alice în Țara Minunilor
- Angela Carter, (1940-1992), romancier
- Barbara Cartland, (1901 – 2000), romancier
- Geoffrey Chaucer, (c. 1343-1400), poet, autor al The Canterbury Tales
- G. K. Chesterton, (1874-1936), romancier, poet și eseist
- Agatha Christie, (1891-1976), scrieri polițiste
- Winston Churchill, (1874-1965), prim ministru Englez, autor și castigator de Premiul Nobel
- John Clare, (1793-1864), poet
- Brian Cleeve, (1921-2003), romancier
- Jonathan Coe, (născut 1961), romancier [1]
- Samuel Taylor Coleridge, (1772-1834), poet
- Wilkie Collins, (1824-1889), romancier
- Jack Common, (1903-1968), romancier
- William Congreve, (1670-1729), dramaturg și poet
- Joseph Connolly, (născut 1950), jurnalist și romancier
- Joseph Conrad, (1857-1924), romancier
- Catherine Cookson, (1906-1998), romancier
- Alan Corkish, scriitor, dramaturg și jurnalist
- Noel Coward, (1899-1973), dramaturg
- Peter Crowther (născut 1949), jurnalist, autor,  romancier, editor, publicist și antologist
- Andrew Crumey, (născut 1961), romancier
- Carrie Kabak, (născută 1951), romancieră

## D
- Richard Dawkins, cărți de populare a științei, autobiograf
- Daniel Defoe, romancier, autor al romanului Robinson Crusoe
- Walter de la Mare (1873-1956)
- Thomas de Quincey, (1785-1859)
- Len Deighton
- Charles Dickens, (1812-1870), romancier
- John Donne, poet (1572-1631)
- Lord Alfred Douglas, (1870-1945)
- Sir Arthur Conan Doyle, (1859-1930), romancier, autor al Sherlock Holmes,
- John Dryden, poet (1631-1700)
- Daphne du Maurier (1907-1989)

## E
- Maria Edgeworth, (1767-1849), romancier Anglo-Irlandez
- George Eliot, (pseudonimul lui Mary Ann Evans) (1819-1880), romancier
- T. S. Eliot, (1888-1965), poet, dramaturg, critic literar și laureat al Premiul Nobel pentru Literatură
- Warren Ellis, (born 1968), scrieri de benzi desenate/romane grafice
- Alfred Elwes, (1819-1888), scrieri pentru copii, translator
- George Etheridge, (1635?-1692), dramaturg

## F
- Henry Fielding, (1707-1754), romancier
- Ian Fleming, (1908-1964), autor, creator al lui James Bond
- Christopher Fowler (n. 1953), romancier
- C. S. Forester, (1899-1966), autor
- Helen Forrester, (născută 1919), autoare
- E. M. Forster, (1879-1970), autor
- Frederick Forsyth, (născut 1938), autor și comentator politic
- Christopher Fry, (1907-2005), dramaturg
- Stephen Fry, (născut 1957), romancier și comic
- David Forrest, novelist, un pseudonim al R.Forrest-Webb & David Eliades.

## G
- John Galsworthy, (1867-1933), scriitor și dramaturg
- Elizabeth Gaskell, (1810-1865), romancier
- William Golding, (1911-1993), romancier, poet și câștigător al Premiul Nobel
- Elizabeth Goudge, (1900-1984), romancier și autor de cărți pentru copii
- Kenneth Grahame, (1859-1931), autor scoțian
- Robert Graves, (1895-1985), poet, savant și romancier
- Thomas Gray, (1716-1771), poet
- Henry Green, (pseudonimul lui Henry Vincent Yorke), (1905-1973), romancier
- Graham Greene, (1904-1991), autor

## H
- Bruce Barrymore Halpenny, scriitor, autor și istoric
- Thomas Hardy, (1840-1928), romancier și poet
- Eliza Haywood, (1793-1756), romancier, dramaturg și poet
- William Hazlitt, (1778-1830), eseist și critic literar
- Robert Herrick, (1591-1674), poet
- James Herriot, (pseudonimul lui James Alfred Wight),(1916-1995), scriitor
- Jack Higgins, (pseudonimul lui Harry Patterson) (1929 - Prezent)
- Tobias Hill, (născut 1970), romancier și poet
- Barry Hines, (născut 1939), romancier
- Gerard Manley Hopkins, (1844-1889), poet
- Nick Hornby, (născut 1957), romancier
- A. E. Housman, (1859-1936), poet și savant
- Laurence Housman, (1865-1959), dramaturg
- Hartley Howard, (1908-1979), (pseudonimul lui Leopold Horace Ognall), romancier polițist
- Ted Hughes, 1930-1998), Poet Laureate
- Leigh Hunt, (1784-1859), poet
- Aldous Huxley, (1884-1963), scriitor
- Thomas Henry Huxley, (1825-1895), eseist științific, inventatorul termenului agnostic
- Alfred Joseph Hitchcock, (1899-1980), Artist, regizor
- Christopher Eric Hitchens, (născut 1949), autor și jurnalist Englezo-American.

## I
- David Icke, (născut 1952), teoretician de conspirații
- William Ralph Inge, (1860-1954), cleric, scriitor si misticist
- Christopher Isherwood, (1904-1986), romancier

## J
- Richard Jefferies (1848-1887), scriitor naturalist si eseist
- Jerome K. Jerome (1859-1927), umorist englez și dramaturg
- Samuel Johnson (1709-1784), poet
- Stephen Jones (născut 1953), autor, editor și antologist de horror
- Ben Jonson (1573-1637), poet și dramaturg
- John Josselyn (date necunoscute; secolul al XII-lea), autor al carților despre Noua Anglie

## K
- John Keats, (1795-1821), poet
- Lena Kennedy, (1914-1986), romancier
- Charles Kingsley, (1819-1875), romancier
- Rudyard Kipling, (1865-1936), autor
- Hanif Kureishi, (născut 1954), romancier și dramaturg
- Thomas Kyd, (1558-1595), dramaturg - Tragedia spaniolă
- J.K.Rowling, (născută 1965), autoare - Harry Potter

## L
- Charles Lamb, (1775-1834), eseist
- Philip Larkin, (1922-1985), poet
- David Lassman (născut 1963), autor, jurnalist al artelor și scenarist
- Hugh Laurie, (născut 1959), actor, comic și romancier
- D. H. Lawrence, (1885-1930), poet
- Edward Lear, (1812-1888), artist, umorist și poet
- Sue Lenier, (născută 1957) poetă și dramaturgă
- John Lennon, (1940-1980), autor al In His Own Write și A Spaniard In The Works
- Archibald Low, (1888-1956), scriitor științific

## M
- Colin MacInnes, (1914-1976), romancier
- Thomas Malory, (c. 1430-c. 1471), autor al Le Morte d'Arthur
- Andrew Mango, (născut 1926), autor
- Christopher Marlowe, (1564-1593), dramaturg
- Eric Maschwitz, (1901-1969), scriitor, poet liric și comedian
- John Masefield, (1878-1967), Poet Laureate și romancier
- Steve Matchett, (născut 1962), crainic și scriitor
- William Somerset Maugham, (1874-1965), scriitor
- Ian McEwan, (născut 1948), scriitor si scenarist
- Andy McNab, (născut 1959), scriitor și fost soldat
- Peter Middlebrook, (născut 1965), autor
- A. A. Milne, (1882-1956), autor și poet
- John Milton, (1608-1674), poet
- Nancy Mitford, (1904-1973), scriitoare si biografă
- Alan Moore, (născut 1953), scrieri de benzi desenate/romane grafice
- Thomas More, (1478-1535), autor și cărturar
- William Morris, (1834-1896), autor, artist și poet
- Margaret Murphy, (născută 1959), scrieri polițiste
- Iris Murdoch (1919-1999), scriitoare

## N
- Beverley Nichols, (1898-1983), autor
- Kim Richard Nossal, (născut ?), profesor și autor

## O
- Onyeka(pseudonimul lui Onyeka Nubia), scriitor, dramaturg
- Joe Orton, (1933-1967), autor, dramaturg
- George Orwell, (pseudonimul lui Eric Blair), (1903-1950), reporter și romancier
- Martin Orwin, (născut 1963), poet, pedagog, scriitor
- John Osborne, (1929-1994), dramaturg, autor al Look Back in Anger
- Wilfred Owen, (1893-1918), poet de război

## P
- Walter Pater, (1839-1894), eseist și romancier
- Hesketh Pearson, (1887-1964), biograf
- Samuel Pepys, (1633-1703), cronicar
- Harold Pinter, (născut 1930), dramaturg și laureat al Premiul Nobel
- Eden Phillpotts (1862 – 1960), autor, poet și dramaturg, autor al ciclului despre Dartmoor
- David Andrew Phoenix, (născut 1966), autor, om de știință și pedagog
- John Cowper Powys
- Alexander Pope, (1688-1744), poet
- Beatrix Potter, (1866-1943), autor și ilustrator
- Terry Pratchett, (născut 1948), scriitor de fantazie, autor al Lumea Disc
- Nancy Price, (1880-1970), dramaturg, romancier, poet si memorialist
- J. B. Priestley, (1894-1984), dramaturg și romancier
- Philip Pullman, (născut 1946), autor al His Dark Materials
- C. B. Purdom, (1883-1965), critic de dramă, autor, biograf

## Q
- Arthur Quiller-Couch a.k.a. Q, (1863-1944), romancier și critic literar

## R
- Ann Radcliffe, (1764-1823),  scrieri gotice
- Arthur Ransome, (1884-1967), autor și jurnalist
- Rony Robinson, (născut 1940), autor
- Christina Rossetti, (1830-1894), poetă
- Alick Rowe, (1939-2009), autor de Radio și TV, romancier
- J. K. Rowling, (născută 1965), autoarea cărților Harry Potter
- John Ruskin, (1819-1900), eseist, poet și critic de artă
- Chris Ryan, (născut 1961), romancier și fost soldat
- Bertrand Russell, (1872-1970), filosof, logician, matematician, istoric, socialist, pacifist și critic social

## S
- Vita Sackville-West, (1892-1962), poet și romancier
- Saki (pseudonimul lui Hector Hugh Munro), (1870-1916), scriitor de povestiri și satirist
- Siegfried Sassoon, (1886-1967), poet și romancier
- Dorothy L. Sayers, (1893-1957), scrieri mistery, savant, traducător și scriitor religios
- George Bazeley Scurfield, (1920-1991), poet, romancier, autor și politician
- William Shakespeare, (c. 1564-1616), poet și dramaturg
- Percy Bysshe Shelley, (1792-1822), poet
- Philip Sidney, (1554-1586), poet și soldat
- Joe Simpson, (născut 1960), alpinist și autor al Touching the Void
- John Skelton, (c.1460-1529), poet
- George Edward MacKenzie Skues, (1858-1949), inventator de pescuit la muscă artificială cu nimfe
- Edmund Spenser, (c. 1552-1599), poet, autor al The Faerie Queene
- Nevil Shute, (1899-1960), romancier și inginer aeronautic
- Osbert Sitwell  (1892-1969), romancier  și poet
- Stevie Smith, (1902-1971), poet și romancier
- Dodie Smith, (1896-1990), romancier și dramaturg
- Robert Southey, (1774-1843), Poet Laureate
- Stephen Spender, (1909-1995), poet
- Algernon Swinburne, (1837-1909), poet

## T
- Alfred, Lord Tennyson, (1809-1892), Poet Laureate
- William Makepeace Thackeray, (1811-1863), romancier
- Francis Thompson, (1859-1907), poet
- H. E. Todd, (mort 1988), scrieri pentru copii
- Kay Thorpe, romancier (debut 1968, The Last of the Mallorys)
- J. R. R. Tolkien (1892–1973), autor al Stăpânul Inelelor
- Doreen Tovey (1918-2008), scrieri despre pisici
- Anthony Trollope, (1815-1882), romancier
- R. C. Trevelyan, (1872-1951), poet si traducator

## W
- Hugh Walpole, (1884-1941), romancier
- Evelyn Waugh, (1903-1966), romancier
- John Webster, (died 1630), poet
- H. G. Wells, (1866-1946), romancier și critic social
- Charles Williams, (1886-1945), romancier și cărturar
- Jacqueline Wilson, (născută 1945) scriitoare de cărți pentru copii
- Gilbert White, (1720-1795), naturalist
- P. G. Wodehouse, (1881-1975), autor comic, dramaturg și poet liric
- Mary Wollstonecraft, (1759-1797), pionieră feministă, cunoscută pentru A Vindication of the Rights of Woman
- Virginia Woolf, (1882-1941), scriitoare și feministă
- William Wordsworth, (1770-1850), poet romantic
- John Wilmot, 2nd Earl of Rochester, (1647–1680), poet satirist
- Derrick Wright, (1928- ), autor de cărți de istorie militara
- John Wyndham, (1903-1969), scriitor de cărți science fiction

## Y
- Charlotte Mary Yonge, (1823-1901), romancier

## Vezi și
- Listă de scriitoare engleze